# Майнштокгайм
Майнштокгайм (нім. Mainstockheim) — громада в Німеччині, розташована в землі Баварія. Підпорядковується адміністративному округу Нижня Франконія. Входить до складу району Кітцинген. Складова частина об'єднання громад Кітцинген.
Площа — 8,52 км2. Населення становить 1912 ос. (станом на 31 грудня 2020).

## Галерея

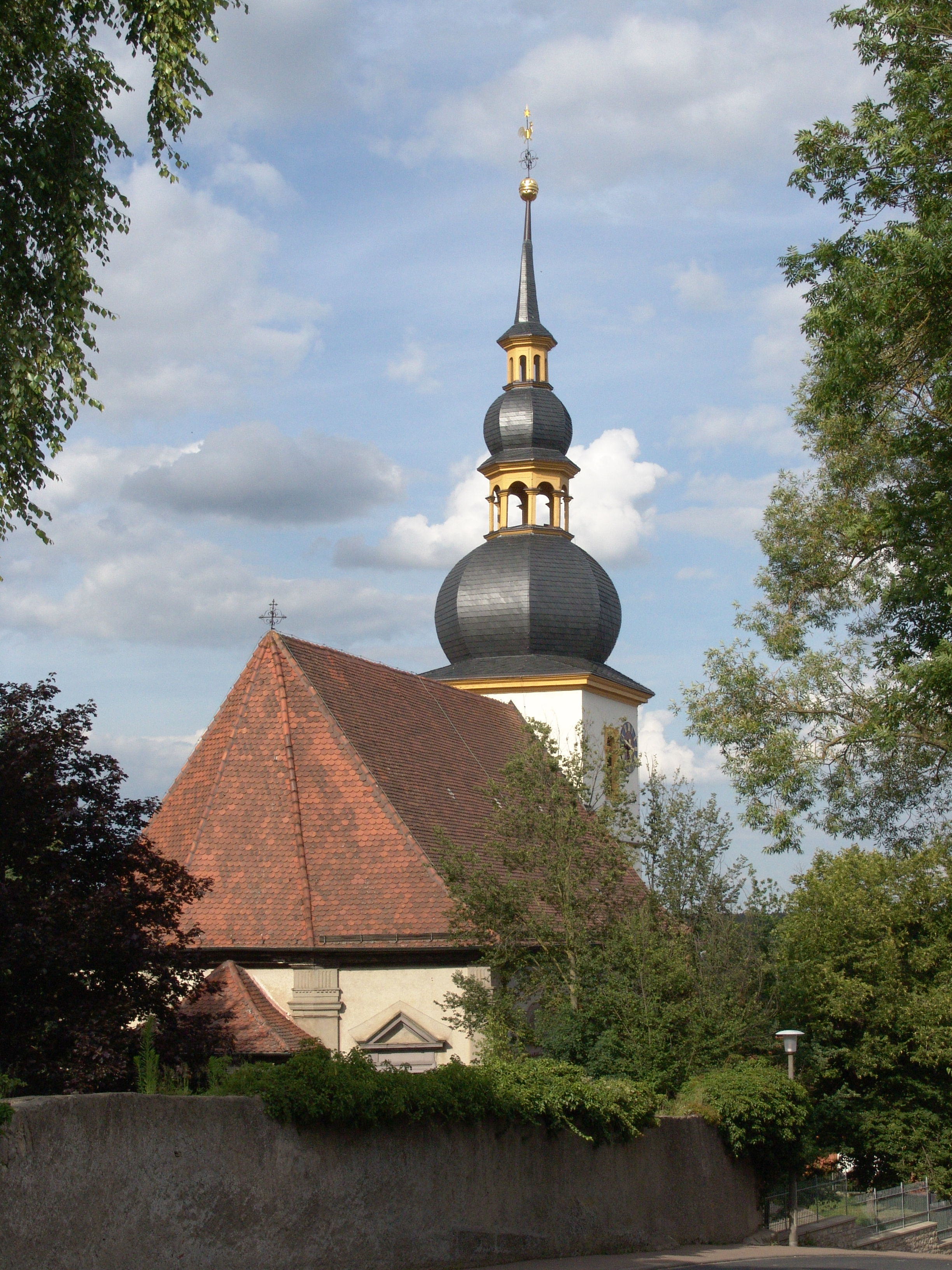
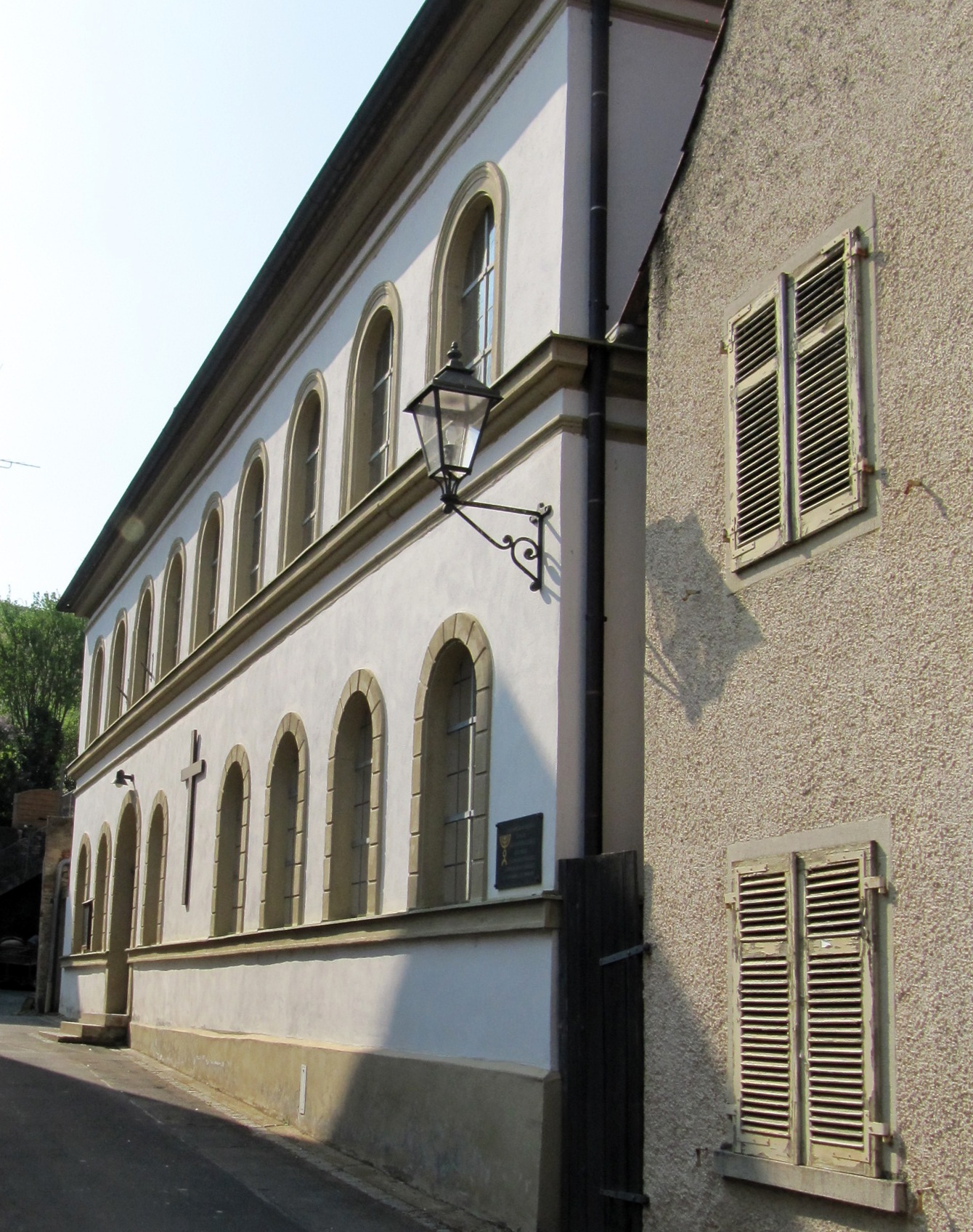
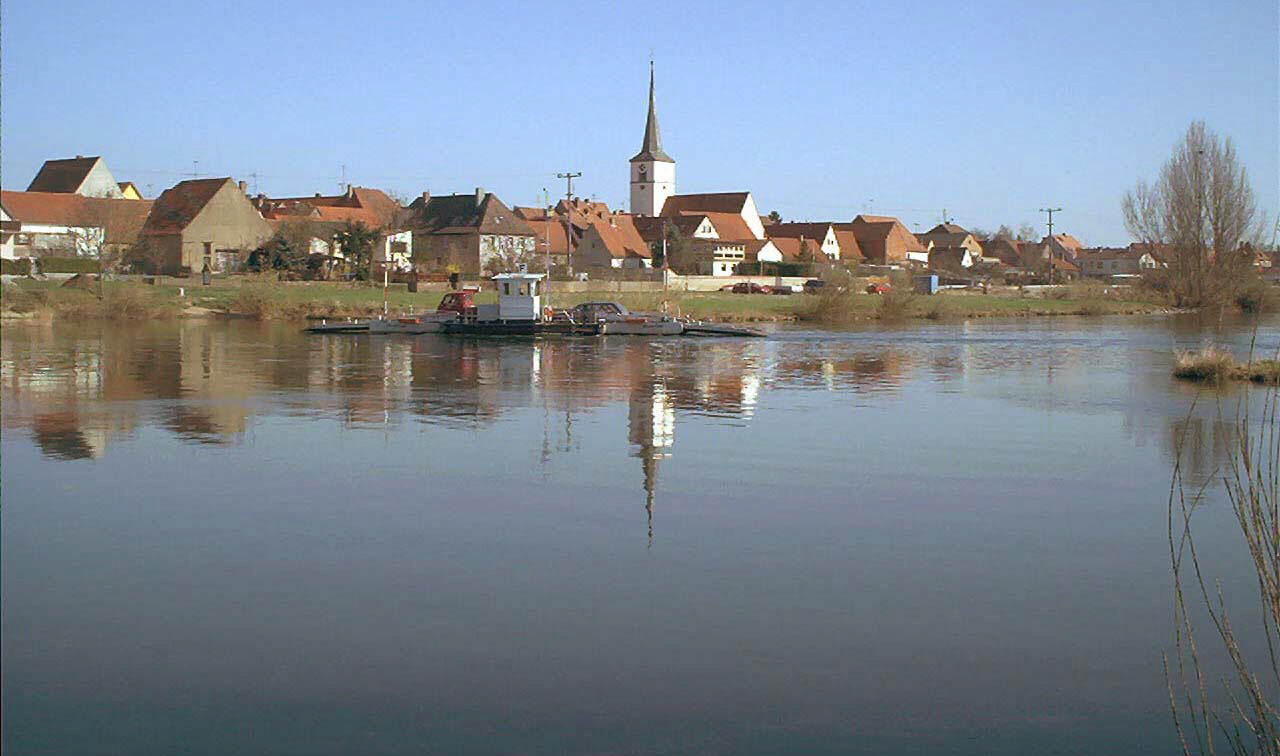